# FYTTD1
FYTTD1 (англ. Forty-two-three domain containing 1) – білок, який кодується однойменним геном, розташованим у людей на 3-й хромосомі. Довжина поліпептидного ланцюга білка становить 318 амінокислот, а молекулярна маса — 35 818.
| 10         |  | 20         |  | 30         |  | 40         |  | 50         |
| ---------- |  | ---------- |  | ---------- |  | ---------- |  | ---------- |
| MNRFGTRLVG |  | ATATSSPPPK |  | ARSNENLDKI |  | DMSLDDIIKL |  | NRKEGKKQNF |
| PRLNRRLLQQ |  | SGAQQFRMRV |  | RWGIQQNSGF |  | GKTSLNRRGR |  | VMPGKRRPNG |
| VITGLAARKT |  | TGIRKGISPM |  | NRPPLSDKNI |  | EQYFPVLKRK |  | ANLLRQNEGQ |
| RKPVAVLKRP |  | SQLSRKNNIP |  | ANFTRSGNKL |  | NHQKDTRQAT |  | FLFRRGLKVQ |
| AQLNTEQLLD |  | DVVAKRTRQW |  | RTSTTNGGIL |  | TVSIDNPGAV |  | QCPVTQKPRL |
| TRTAVPSFLT |  | KREQSDVKKV |  | PKGVPLQFDI |  | NSVGKQTGMT |  | LNERFGILKE |
| QRATLTYNKG |  | GSRFVTVG   |  |            |  |            |  |            |

A: Аланін

C: Цистеїн

D: Аспарагінова кислота

E: Глутамінова кислота

F: Фенілаланін

G: Гліцин

H: Гістидин

I: Ізолейцин

K: Лізин

L: Лейцин

M: Метіонін

N: Аспарагін

P: Пролін

Q: Глутамін

R: Аргінін

S: Серин

T: Треонін

V: Валін

W: Триптофан

Кодований геном білок за функцією належить до фосфопротеїнів. 
Задіяний у таких біологічних процесах, як транспорт, транспорт мРНК, ацетилювання, альтернативний сплайсинг. 
Білок має сайт для зв'язування з РНК. 
Локалізований у ядрі.